# Biszannin
Biszannin (arab. بشنين) – miejscowość w Syrii, w muhafazie Hama. W 2004 roku liczyła 1971 mieszkańców.